# FCK De Hommel
Il FCK De Hommel è una squadra olandese di calcio a 5, fondata nel 1972 con sede a 's-Hertogenbosch.

## Storia
Si tratta di una delle squadre storiche del campionato olandese di calcio a 5, nata e sostenuta da diverse aziende agricole nella sua fase iniziale, poi fusasi alla fine degli anni '80 con il FC Kools. Una seconda fusione con il Ankertje ha dato la spinta decisiva a salire nelle più alte categorie, portando alla vittoria di tre titoli nazionali, tre coppe e due supercoppe. In Europa invece la squadra olandese ha sempre ottenuto risultati deludenti: non ha ottenuto punti né vittorie nelle prime due edizioni della Coppa UEFA a cui ha partecipato, nel 2007 ha ottenuto la sua prima vittoria battendi gli svizzeri dell'Uni Futsal Team Bulle ma non è bastato per la qualificazione al turno principale.

## Palmarès
- Campionato olandese: 3

2001-2002, 2004-2005, 2006-2007
- Coppa dei Paesi Bassi: 3

1995-1996, 2001-2002, 2013-2014
- Supercoppa dei Paesi Bassi: 2

2003, 2007
- Coppa del Benelux: 1

1997